# Sabinus (Dichter)
Sabinus († vor 16 n. Chr.) war der Name eines römischen Dichters in der augusteischen Zeit. Er schuf Epen und elegische Dichtungen in der Art seines Freundes Ovid, der ihn mehrmals erwähnt. 
Die Werke des Sabinus sind nicht erhalten. Aus Amores 2,18,27ff wissen wir von Antwortbriefen zu Ovids Heroides (Odysseus an Penelope, Hippolytos an Phaidra, Aeneas an Dido, Demophon an Phyllis, Iason an Hypsipyle, Phaon an Sappho). Gewiss handelte es sich dabei um eine literarische Spielerei; der psychologische Gehalt der Heroides gründet ja gerade darauf, dass die Absenderinnen keine Antwort erwarten können. Ferner schrieb Sabinus ein Lehrgedicht nach dem Vorbild von Ovids Fasti.
Sabinus starb offenbar frühzeitig; ein Werk Troizen (?) blieb unvollendet (Ovid, epistulae ex Ponto 4,16,15f).
| Personendaten    | Personendaten          |
| ---------------- | ---------------------- |
| NAME             | Sabinus                |
| KURZBESCHREIBUNG | römischer Dichter      |
| GEBURTSDATUM     | 1. Jahrhundert v. Chr. |
| STERBEDATUM      | vor 16                 |